# Agati-Tronci
La Agati-Tronci è stata una ditta di organari toscani.

## Storia
Nacque nel 1883 dalla fusione delle due ditte concorrenti Agati e Tronci, estendendo il proprio mercato dalla Toscana alle regioni limitrofe, fino a toccare anche Francia, Medio Oriente e America Latina. Oggi la ditta produce piatti musicali con il nome di UFIP.

## I Tronci

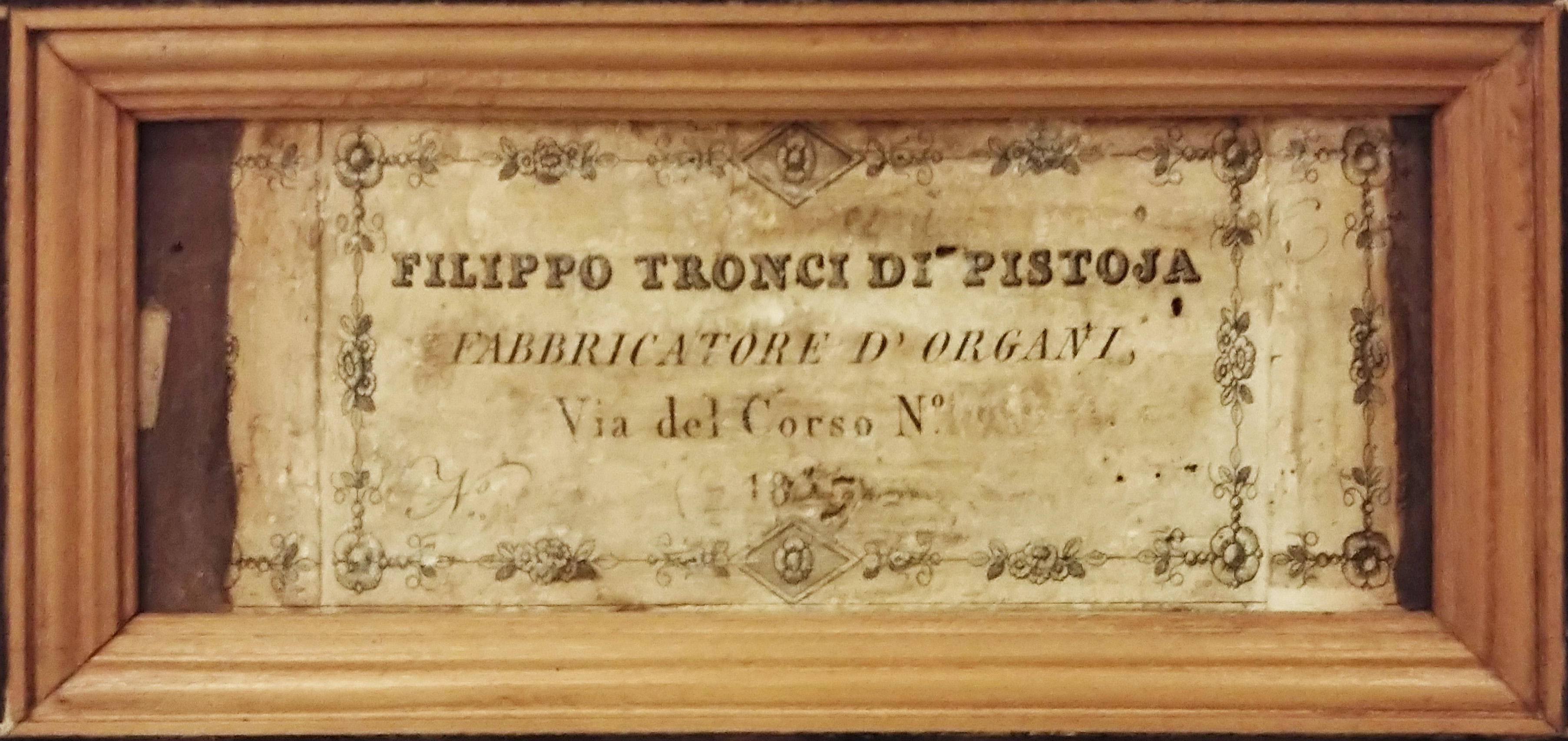
Cartellino dell'azienda sull'organo della cattedrale di Santa Maria Assunta a Montepulciano, costruito da Filippo II Tronci nel 1837-1839.

La ditta Tronci di Pistoia venne fondata nel XVIII secolo dai fratelli Marc'Antonio (1704-1791) e Filippo (1717-1788), cresciuti artisticamente alla bottega del lucchese Domenico Francesco Cacioli. L'impresa familiare interessò ben cinque generazioni; si alternarono alla sua guida Benedetto (1756-1821, figlio di Filippo), un secondo Filippo (1755-1847, nipote di Benedetto, figlio del fratello Luigi), i fratelli Luigi (1823-1911) e Cesare (1827-1847, figli di Filippo II) e, infine, un terzo Filippo (1848-1918).

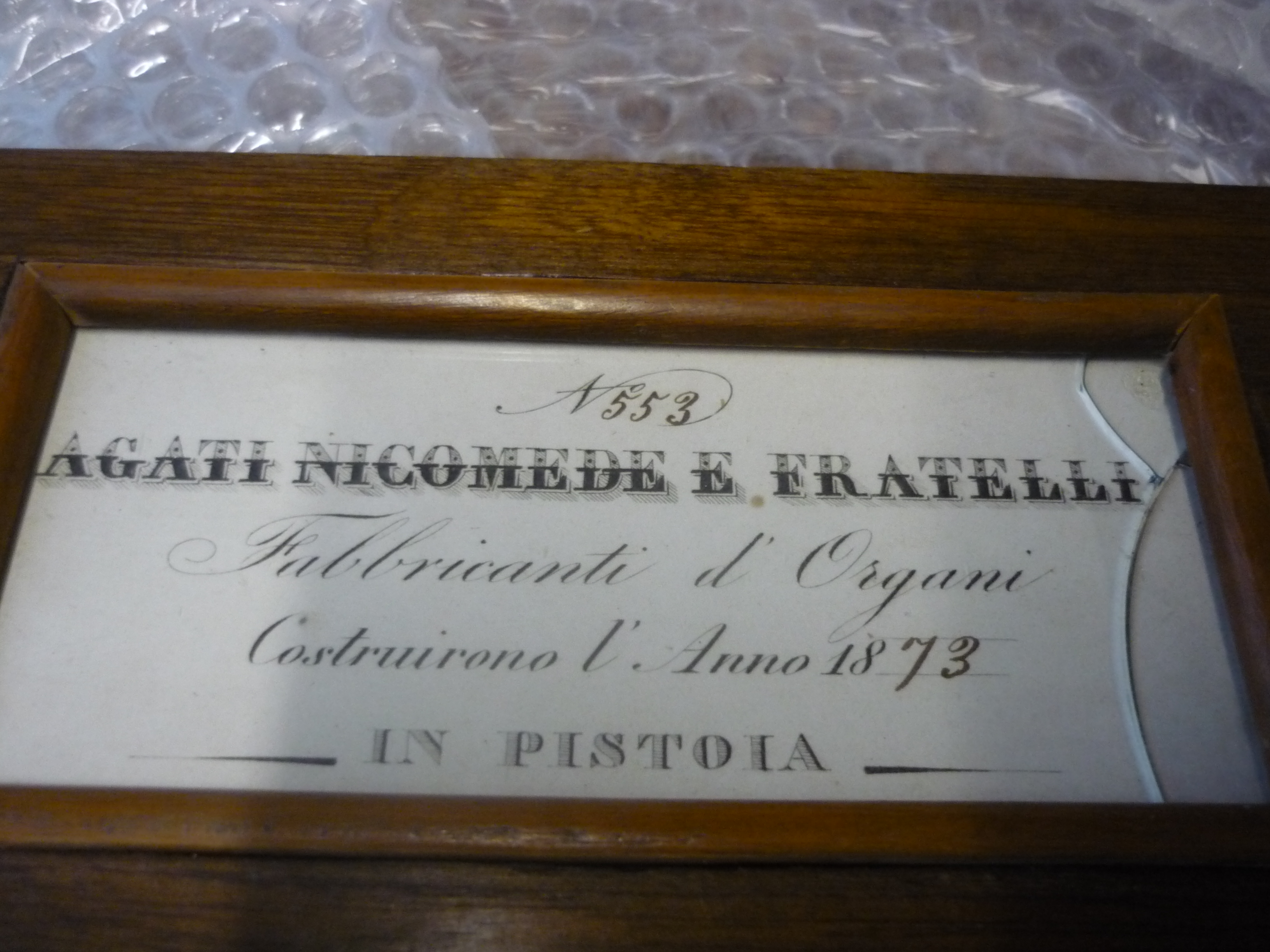
Cartiglio dell'azienda sull'organo del 1873 della chiesa di San Sisto a San Sisto al pino, Pisa.

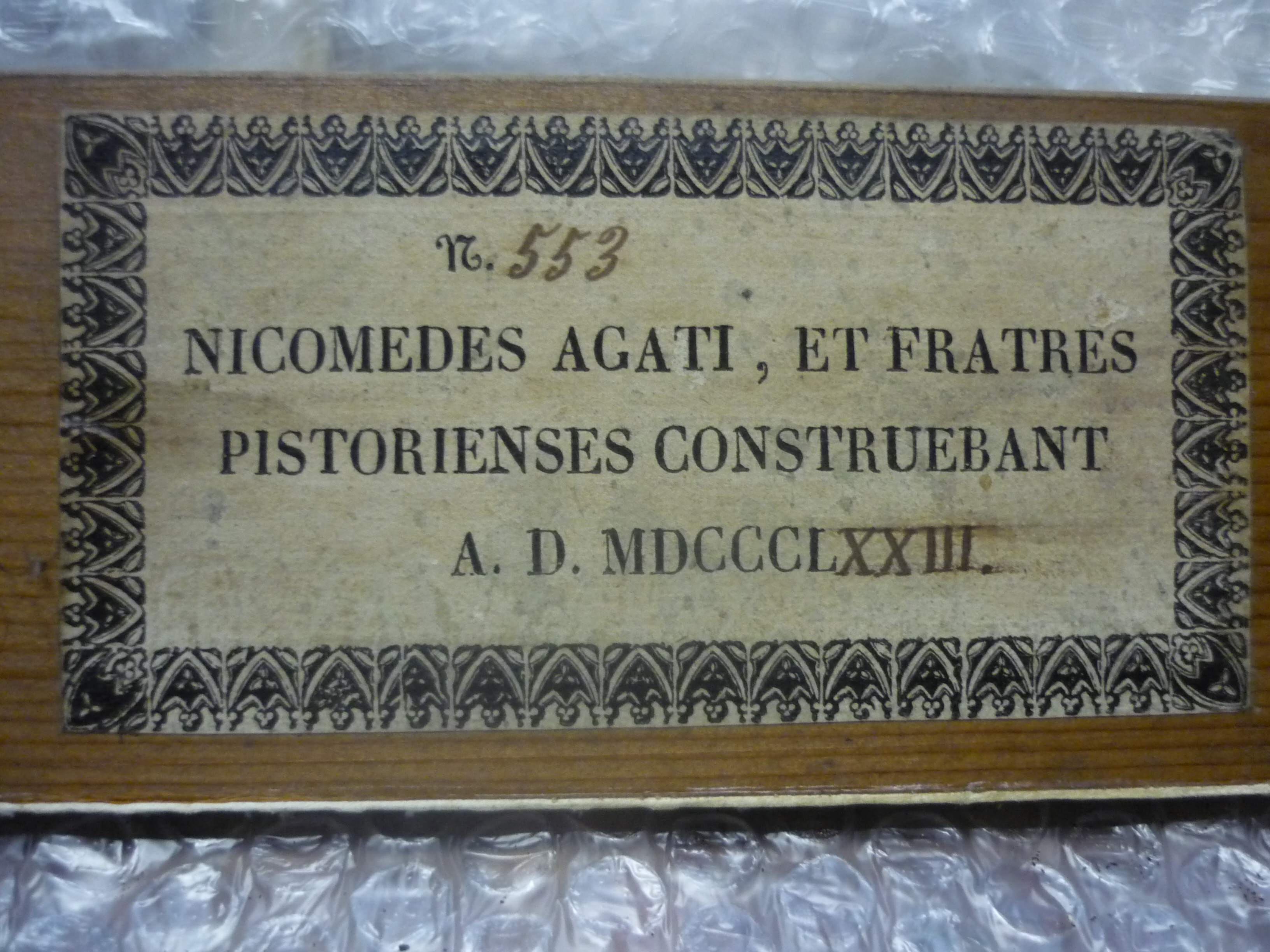
Cartiglio dell'azienda nella segreta dell'organo della chiesa di San Sisto a San Sisto al pino, Pisa.

## Gli Agati
La grande concorrente dei Tronci era l'impresa Agati, fondata dal pistoiese Pietro (1735-1806), allievo del bolognese Filippo Gatti. La ditta passò nelle mani del figlio Giosuè (1770-1847) e quindi in quelle del nipote Nicomede (1796-1885, figlio di Giosuè). Quest'ultimo cedette la propria fabbrica a Filippo Tronci (III) nel 1883, costituendo la Ditta Agati-Tronci.
Tra le principali realizzazioni occorre ricordare il grande organo realizzato nel 1903 per la chiesa degli Olandesi Alemanni di Livorno, scomparso durante la seconda guerra mondiale e definito all'epoca come il migliore della Toscana.
Furono molto attivi anche nel ponente ligure e nella vicina Val Roja, oggi francese, dove possiamo ascoltare molti loro strumenti ottocenteschi. Ricordiamo lo strumento della Basilica della Madonna Miracolosa di Taggia costruito da Giosuè Agati, il più grande organo che lui avesse costruito su di un'unica tastiera.

## Opere Tronci
| Opus | Anno      | Località                      | Edificio | Manuali                                   | N° registri | Note                                                                                               |
| ---- | --------- | ----------------------------- | --- | ----------------------------------------- | ----------- | -------------------------------------------------------------------------------------------------- |
| 1    | 1738      | Capoliveri (LI)               | Santuario della Madonna delle Grazie |                                           |             | |
| ?    | 1751      | San Miniato (PI)              | Chiesa del Santissimo Crocifisso |                                           |             | |
|      | 1755      | Pistoia                       | Santuario di Santa Maria delle Grazie |                                           |             | [ 3 ]                                                                                              |
| ?    | 1755      | Poggibonsi (SI)               | Collegiata di Santa Maria Assunta |                                           |             | |
| ?    | 1756      | Sant'Anastasio (LU)           | Chiesa dei Santi Anastasio e Vincenzo |                                           |             | |
| ?    | 1757      | Pelago (FI)                   | Pieve di San Clemente |                                           |             | |
| 2    | 1760      | Pistoia                       | Chiesa di San Vitale |                                           |             | |
| ?    | 1766      | Gricigliano (FI)              | Cappella della villa Martelli |                                           |             | |
| ?    | 1767      | Pisa                          | Chiesa di Santa Marta | I/P                                       | 9           | Al momento in cui fu redatto il censimento (prima metà anni '70) mancavano tutte le canne interne. |
| ?    | 1768      | Firenze                       | Chiesa di San Frediano in Cestello |                                           |             | |
| ?    | 1772      | Prato                         | Monastero di San Vincenzo e Santa Caterina de' Ricci.                                                                                               |                                           |             | |
| ?    | 1781      | Barbaricina (PI)              | Chiesa di Sant'Apollinare | I/P                                       | 9           | |
|      | 1783      | Pistoia                       | Basilica della Madonna dell'umiltà |                                           |             | [ 3 ]                                                                                              |
| ?    | 1783      | Fucecchio (FI)                | Santuario di Santa Maria delle Vedute e San Rocco                                                                                                   |                                           |             | |
| ?    | 1784      | Pescia (PT)                   | Duomo di Pescia |                                           |             | |
| ?    | 1786      | Lucca                         | Pieve di San Paolo |                                           |             | |
|      | 1786      | Castelnuovo Magra             | Chiesa di Santa Maria Maddalena |                                           |             | Non più esistente; desumibile dal regesto degli organi Tronci.                                     |
| ?    | 1787      | Stazzema (LU)                 | Originariamente in San Pietro a Massa poi trasferito nella pieve di Santa Maria Assunta                                                             |                                           |             | |
|      | 1793      | Pistoia                       | Cattedrale di San Zeno |                                           |             | [ 5 ]                                                                                              |
| ?    | 1794      | Tinaia (FI)                   | Chiesa di San Michele e Leopoldo alla Tinaia |                                           |             | |
| ?    | 1794      | Treppio (PT)                  | Chiesa di San Michele Arcangelo |                                           |             | |
|      | 1797      | Tizzana (PT)                  | Pieve di san Bartolomeo |                                           |             | [ 3 ]                                                                                              |
|      | 1799      | Arcola (SP)                   | Santuario di Nostra Signora degli Angeli |                                           |             | Costruito in sostituzione di organo venduto a Giambattista Paganini di San Benedetto nel 1811.     |
| ??   | 1799-1800 | Firenze                       | Oratorio di San Francesco Poverino | I/P                                       | 7           | |
| 31   | 1800      | Pino (PI)                     | Chiesa dei Santi Filippo e Giacomo | I/P                                       | 8           | |
| ??   | 1806      | Villa Saletta (PI)            | |                                           |             | |
| ??   |           | Pistoia                       | Chiesa di San Pier Maggiore | III/PP                                    | 75          | Rimangono solo le canne di uno dei tre manuali.                                                    |
| ??   | 1819      | Firenze                       | Chiesa di San Bartolomeo a Monte Oliveto | I/P                                       | 15          | |
| ??   | 1819      | San Benedetto (PI)            | Chiesa di San Benedetto a Settimo | I/P                                       | 15          | Attribuzione ai Tronci non certa.                                                                  |
| ??   | 1819      | Vallombrosa (FI)              | Abbazia di Santa Maria |                                           |             | |
| ??   | 1820      | Valdibrana (PT)               | Chiesa di San Romano |                                           |             | |
| ??   | 1820      | Marciana (PI)                 | Chiesa dei Ss. Bartolomeo Apostolo e Michele arcangelo                                                                                              |                                           |             | |
| ??   | 1820      | Firenze                       | Chiesa dei Santi Michele e Gaetano |                                           |             | |
|      | 1820      | Sarzana (SP)                  | Originariamente costruito per l'oratorio della Misericordia, poi trasferito nella chiesa di santa Caterina ed ora sito nella chiesa di San Venanzio |                                           |             | |
| ??   | 1822      | Firenze                       | Chiesa di San Paolino |                                           |             | |
| ??   | 1822      | Casciavola (PI)               | Chiesa di San Michele arcangelo | I/P                                       |             | |
| ??   | 1823      | San Casciano Val di Pesa (FI) | Chiesa di Santa Caterina a Cerbaia Val di Pesa |                                           |             | |
| ??   | 1823      | San Frediano a Settimo (PI)   | Chiesa di San Frediano a Settimo |                                           |             | |
|      | 1825/27   | Ponzano Superiore (SP)        | Originariamente nella chiesa di Sant'Andrea, ora nella chiesa di San Michele Arcangelo                                                              | II/P (originariamente a doppia pedaliera) |             | |
| ??   | 1826      | Firenze                       | Oratorio di San Niccolò del Ceppo |                                           |             | |
| ??   | 1828      | Cascina (PI)                  | Santuario della Madonna dell'Acqua | I/P                                       | 21          | |
| ??   | 1829      | Marciana Marina (LI)          | Chiesa di Santa Chiara | I/P                                       |             | |
| 97   | 1827/30   | San Miniato (PI)              | Chiesa della Santissima Annunziata |                                           |             | |
| ??   | 1830      | Pozzolatico                   | Chiesa dei Santi Stefano e Caterina |                                           |             | |
| ??   | 1833      | Stibbio (PI)                  | Chiesa di San Bartolomeo |                                           |             | |
| 96   | 1834      | Siena                         | Chiesa dei Santi Niccolò e Lucia |                                           |             | |
| 97   | 1834      | San Miniato                   | Chiesa della Santissima Trinità | I/P                                       | 9           | |
| ??   | 1834      | Montecalvoli (PI)             | Chiesa dei Santi Giorgio e Jacopo | I/P                                       | 11          | |
| ???  | 1837-38   | Montepulciano (SI)            | Cattedrale di Santa Maria Assunta |                                           |             | |
| ???  | 1838      | Cesena (RN)                   | Chiesa di San Giuseppe Artigiano |                                           |             | |
| ???  | 1839      | Montecarlo (LU)               | Chiesa di Sant'Andrea |                                           |             | |
| ???  | 1841      | Pennabili (RN)                | Cattedrale di San Leone |                                           |             | |
|      | 1847      | Boccadirio (BO)               | Santuario della Madonna delle grazie |                                           |             | [ 8 ]                                                                                              |
| 183  | 1847      | Vecchiano (PI)                | Chiesa di San Frediano | I/P                                       | 18          | |
|      | 1849      | Buggiano (PT)                 | Pieve della Madonna della Salute |                                           |             | [ 3 ]                                                                                              |
|      | 1850      | Piano del Voglio (BO)         | Chiesa di San Giovanni Battista |                                           |             | [ 8 ]                                                                                              |
| ???  | 1853      | Vada (LI)                     | Chiesa di San Leopoldo Re |                                           |             | |
| ???  | 1854      | Radda in Chianti (SI)         | Propositura di San Niccolò |                                           |             | |
|      | 1862      | Larciano (PT)                 | Pieve di San Silvestro |                                           |             | [ 3 ]                                                                                              |
| ???  | 1864      | Ruosina (LU)                  | Parrocchia dei SS.Paolo e Antonio |                                           |             | |
| 313  | 1869      | San Cresci (FI)               | Pieve di San Cresci |                                           |             | |
| 3??  | 1870      | Pastina (PI)                  | Chiesa di San Bartolomeo | I/P                                       | 12          | |
| 340  | 1872      | Stibbio (PI)                  | Chiesa di San Bartolomeo | I/P                                       | 15          | |
| ???  | 1877      | Ferruccia (PT)                | Chiesa dei Santi Filippo e Giacomo |                                           |             | |
| ???  | 1878      | Sant'Anna in Camprena (SI)    | Monastero di Sant'Anna in Camprena |                                           |             | |
| 369  | 1879      | La Scala (PI)                 | Chiesa di San Pietro alle Fonti | I/P                                       | 15          | |
| 379  | 1881      | Cevoli (PI)                   | Chiesa dei Santi Pietro e Paolo | I/P                                       | 16          | |
| ???  | 1883      | Ripafratta (PI)               | Chiesa di San Bartolomeo Apostolo |                                           |             | |
| ???  | 1890      | Firenze                       | Basilica di Santo Spirito |                                           |             | |

## Opere Agati

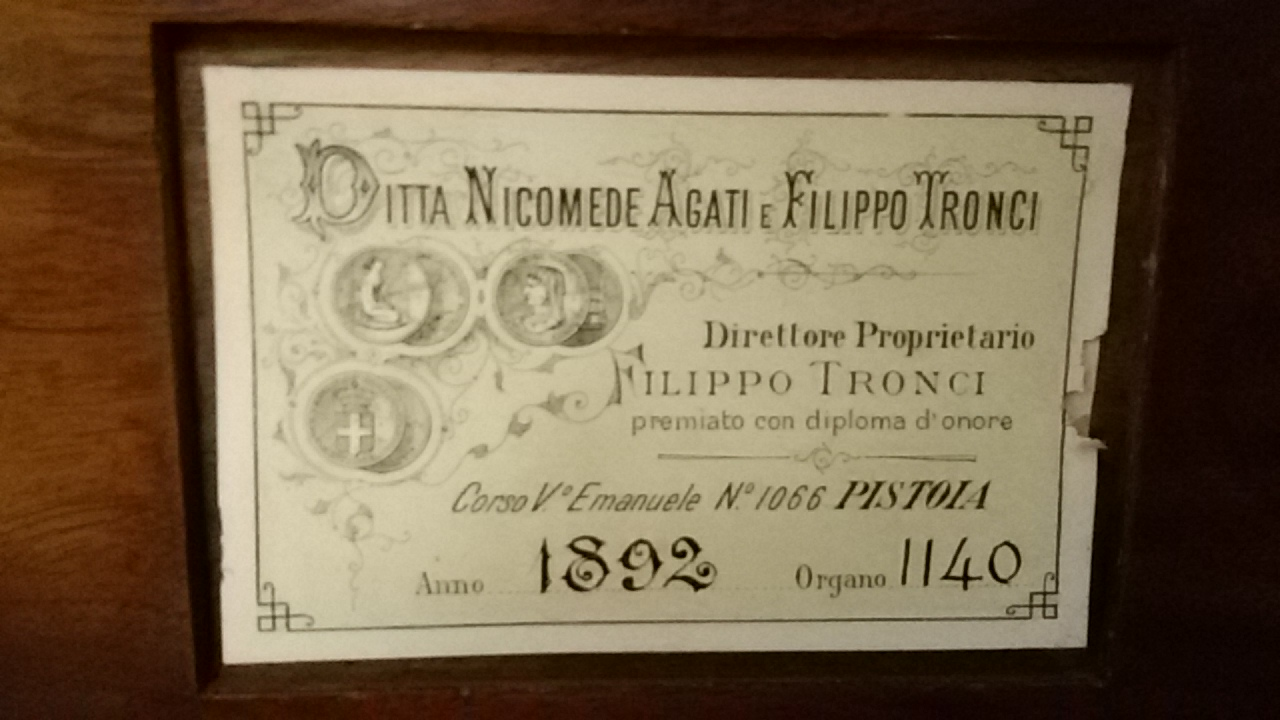
Cartiglio dell'azienda sull'organo della chiesa del Santissimo Salvatore ad Uliveto Terme, Pisa del 1892.

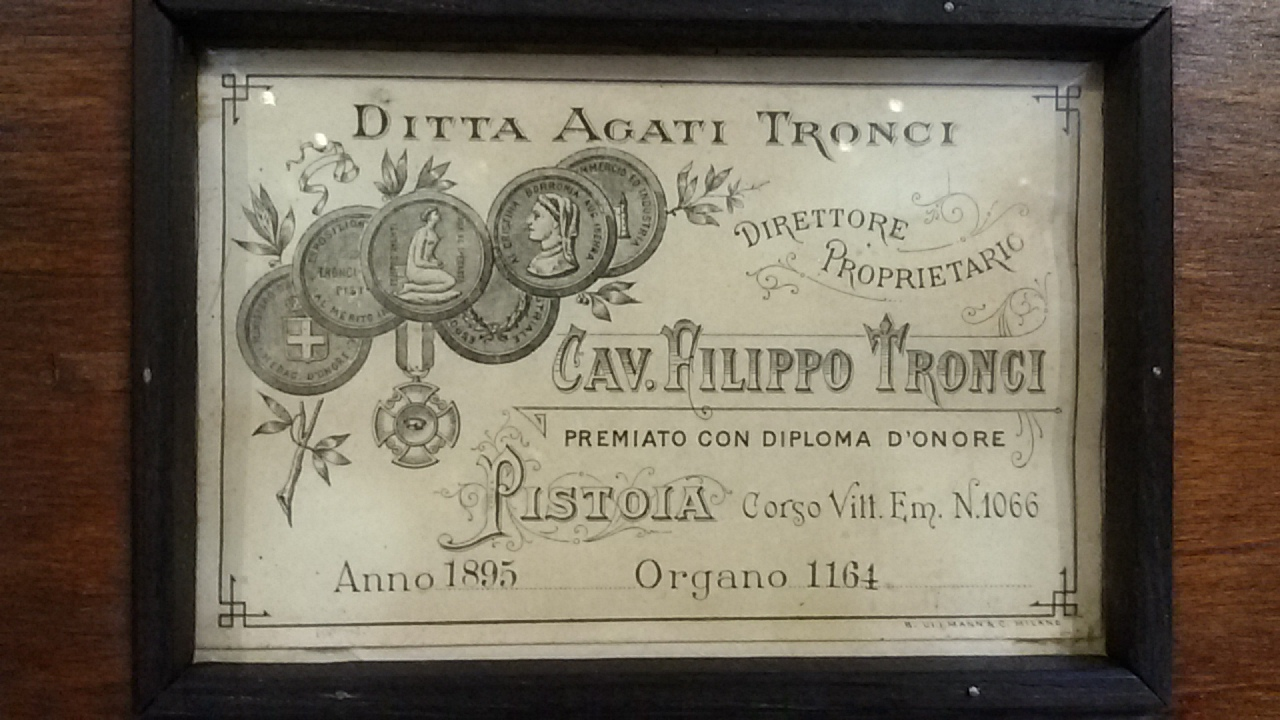
Cartiglio dell'azienda sull'organo della chiesa di Parrocchia Ns. Signora Del S. Cuore a Capezzano Pianore, Lucca del 1895.

| Opus                                                                                         | Anno                    | Località                                | Edificio | Manuali | N° registri | Note |
| -------------------------------------------------------------------------------------------- | ----------------------- | --------------------------------------- | --- | ------- | ----------- | --- |
| 1 (PDF).                                                                                     | 1757                    | Amola di Monte San Pietro (BO)          | Chiesa di Santa Maria Assunta | I/P     | 6           | |
| 2                                                                                            | 1758                    | Bologna                                 | Chiesa di Santa Maria del Baraccano | I/P     |             | |
| ?                                                                                            | 1759                    | Terra del Sole (FC)                     | Chiesa di Santa Reparata |         |             | |
| ?                                                                                            | 1760                    | Pistoia                                 | Chiesa di San Vitale | I/P     | 13          | |
| 3                                                                                            | 1759                    | Terra del Sole (FC)                     | Originariamente nella chiesa di Santa Maria Annunziata (Vedrana di Budrio, Bologna), ora nella chiesa di Santa Reparata di Terra del Sole (FC)                   | I/P     |             | |
| ??                                                                                           | 1764                    | Firenze                                 | Chiesa di San Giuseppe | I/P     | 17          | |
| ??                                                                                           | 1764/5                  | Lizzano Pistoiese (PT)                  | Pieve di Santa Maria Assunta | I/P     | 25          | |
| ??                                                                                           | 1773                    | Campi Bisenzio (FI)                     | Pieve di Santo Stefano |         |             | |
| ??.                                                                                          | 1775                    | Pistoia                                 | Originariamente nella chiesa di San Lorenzo, ora nella pieve di Santa Maria Assunta di Gavinana (PT)                                                             | III/PP  | 57          | |
| ??                                                                                           | 1776                    | Pontelungo (PT)                         | Chiesa di San Pietro in Vincio |         |             | |
| ??                                                                                           | 1780                    | Serra Pistoiese (PT)                    | Chiesa di San Leonardo |         |             | |
| ??                                                                                           | 1781                    | Firenze                                 | Chiesa dei Santi Vito e Modesto | I/P     | 11          | |
| ?? (archiviato dall'url originale il 4 settembre 2019).                                      | 1784                    | Montelupo Fiorentino (FI)               | Oratorio della Compagnia dello Spirito Santo | I/P     | 13          | |
| ??. URL consultato il 31 luglio 2020 (archiviato dall'url originale il 5 settembre 2019).    | 1788/90                 | San Marcello Pistoiese (PT)             | Propositura di San Marcello | I/P     | 15          | |
| 38?. URL consultato il 6 aprile 2020 (archiviato dall'url originale il 3 agosto 2019).       | 1789                    | Bargi di Camugnano (BO)                 | Chiesa Parrocchiale dei SS.Giacomo e Cristoforo | I/P     | 15          | |
| ?? (PDF).                                                                                    | 1790                    | Baragazza (BO)                          | Chiesa di San Michele Arcangelo |         |             | |
| ??.                                                                                          | 1790                    | Crasciana (LU)                          | Chiesa dei SS. Jacopo e Frediano | I/P     | 14          | |
| 54                                                                                           | 1797                    | Vignole di Quarrata (PT)                | Pieve di San Michele Arcangelo |         |             | |
| 55? (PDF).                                                                                   | 1797                    | Treppio (PT)                            | Chiesa di San Michele Arcangelo |         |             | |
| ??                                                                                           | 1803                    | Settignano (FI)                         | Chiesa di San Martino a Mensola |         |             | |
| ???                                                                                          | 1814                    | Chiusi (SI)                             | Concattedrale di San Secondiano |         |             | |
| ??? (PDF).                                                                                   | 1817                    | San Felice (PT)                         | Originariamente nella chiesa di San Felice all'Ombrone, ora nella Chiesa di Cristo Buon Pastore di San Felice (PT)                                               |         |             | |
| 103                                                                                          | 1818                    | Santa Croce (PI)                        | Monastero di Santa Cristina | II/P    | 13          | |
| ???                                                                                          | 1818                    | Carmignano (PO)                         | | II/P    |             | |
| ???                                                                                          | 1821                    | Frassinoro (MO)                         | Abbazia di Frassinoro | II/P    |             | |
| 121                                                                                          | 1821                    | Castelfiorentino (FI)                   | Chiesa di San Francesco |         |             | |
| ???                                                                                          | 1826                    | Fornacette (PI)                         | Chiesa di Sant'Andrea in Pozzale | I/P     | 28          | |
| 153                                                                                          | 1826                    | San Gervasio (PI)                       | Pieve dei Santi Gervasio e Giovanni Battista. | I/P     | 12          | |
| 162                                                                                          | 1826                    | Modigliana (FC)                         | Concattedrale di Santo Stefano |         |             | |
| 158                                                                                          | 1827                    | Cigoli (PI)                             | Pieve di San Giovanni Battista | I/P     | 23          | |
| 160                                                                                          | 1827                    | Pisa                                    | Chiesa di San Giuseppe | I/P     | 26          | |
|                                                                                              | 1827                    | Levanto (SP)                            | Oratorio di San Giacomo Apostolo |         |             | |
| 1??.                                                                                         | 1827/8                  | Diano Serreta (IM)                      | Chiesa di Sant'Anna |         |             | |
| 184.                                                                                         | 1829                    | Perinaldo (IM)                          | Chiesa parrocchiale di San Nicola da Bari |         |             | |
|                                                                                              | 1830                    | Riccò del Golfo (SP)                    | Chiesa di Santa Croce |         |             | |
| 199.                                                                                         | 1830                    | Varo (Francia)                          | Collegiata di Aups |         |             | |
| 2??                                                                                          | 1831                    | San Prospero (PI)                       | Chiesa di San Prospero e Santa Caterina d'Alessandria |         |             | |
|                                                                                              | 1831                    | Villatalla (IM)                         | Chiesa di San Michele arcangelo |         |             | |
| 231                                                                                          | 1833                    | Torrita di Siena (SI)                   | Chiesa delle Sante Flora e Lucilla |         |             | |
| 244                                                                                          | 1833                    | Bucciano (PI)                           | Chiesa di San Regolo (Bucciano) | I/P     | 10          | |
| 245                                                                                          | 1833                    | Montescudaio (PI)                       | Chiesa di Santa Maria Assunta | I/P     | 9           | |
|                                                                                              | 1834                    | Soviore (SP)                            | Santuario di Nostra Signora di Soviore |         |             | |
| 250                                                                                          | 1834                    | Borgo del Ponte (MS)                    | Chiesa di san Martino |         |             | |
| 239                                                                                          | 1835                    | Ripoli (PI)                             | Chiesa dei Santi Andrea e Lucia | I/P     | 19          | Nicomede e Giovanni                                                                                                   |
| 2??                                                                                          | 1836                    | Ponsacco (PI)                           | Chiesa di San Giovanni Evangelista | I/P     | 27          | |
| 256                                                                                          | 1836                    | Colle (PI)                              | Chiesa di San Salvatore | I/P     | 18          | |
|                                                                                              | 1836                    | Degna (SV)                              | Originariamente nel santuario di Nostra Signora del Carmine di Lavagna, ora nella chiesa di San Luca                                                             |         |             | |
| 268                                                                                          | 1837                    | Tre Colli (PI)                          | Santuario della Madonna delle Grazie | I/P     | 23          | |
| 2??                                                                                          | 1838                    | Guardistallo (PI)                       | Chiesa dei Santi Lorenzo e Agata | I/P     | 21          | |
| 283                                                                                          | 1838                    | San Casciano (PI)                       | Pieve dei Ss. Ippolito e Cassiano | I/P     | 24          | |
|                                                                                              | 1839                    | Rio di Sesta Godano (SP)                | Chiesa di S. Giustina |         |             | |
|                                                                                              | 1839                    | Taggia (IM)                             | Chiesa dei SS. Giacomo e Filippo |         |             | |
| 287                                                                                          | 1838                    | Pontasserchio (PI)                      | Chiesa di San Michele Arcangelo | I/P     | 22          | |
|                                                                                              | 1840                    | Diano San Pietro (IM)                   | Chiesa di San Pietro |         |             | |
| 297.                                                                                         | 1840                    | Torrazza (IM)                           | Chiesa di San Gottardo | I/P     | 18          | |
|                                                                                              | 1840                    | Porto Maurizio (IM)                     | Chiesa di Santa Chiara del monastero delle Clarisse |         |             | |
| 301                                                                                          | 1840                    | Chiavari (GE)                           | Cappella del Seminario Vescovile | I/P     |             | |
| 349                                                                                          | 1840                    | Santa Luce (PI)                         | Chiesa di Santa Lucia | I/P     | 13          | |
| 1841                                                                                         | Albisola Superiore (SV) | Santuario della Madonna della Pace      | |         |             | |
| 306                                                                                          | 1841                    | Montale (SP)                            | Pieve di San Siro | I/P     | 15          | Non più esistente |
|                                                                                              | 1841                    | Lerici (SP)                             | Chiesa parrocchiale di San Francesco | I/P     | 34          | |
|                                                                                              | 1842                    | Nicola (SP)                             | Chiesa dei SS. Filippo e Giacomo |         |             | |
| 316                                                                                          | 1843                    | Sinalunga (SI)                          | Collegiata di San Martino |         |             | |
| ]                                                                                            | 1843                    | Trebiano (SP)                           | Pieve di San Michele Arcangelo |         |             | |
| 322                                                                                          | 1843                    | Zoagli (GE)                             | Chiesa Parrocchiale di S. Pietro di Rovereto | I/P     |             | |
|                                                                                              | 1843                    | Artallo (IM)                            | Chiesa di San Sebastiano |         |             | |
| 32?                                                                                          | 1843                    | Sospel (Francia)                        | Cattedrale di San Michele | I/P     |             | |
| 330                                                                                          | 1844                    | Fiumalbo (MO)                           | Oratorio di S.Caterina da Siena (detto "dei Rossi"). URL consultato il 3 giugno 2020 (archiviato dall'url originale il 6 luglio 2018). (oggi museo d'arte sacra) |         |             | |
|                                                                                              | 1844                    | Dolceacqua (IM)                         | Oratorio di San Sebastiano |         |             | |
|                                                                                              | 1844                    | Latte (IM)                              | Originariamente nell'oratorio di san Benedetto di Perinaldo ora trasferito nella chiesa di san Bartolomeo apostolo                                               |         |             | |
|                                                                                              | 1844                    | Pietra Ligure (SV)                      | Oratorio dei Bianchi |         |             | |
|                                                                                              | 1844                    | Gazzelli (IM)                           | Chiesa di Sant'Andrea |         |             | |
|                                                                                              | 1845                    | Ventimiglia Alta (IM)                   | Chiesa di Sant'Antonio abate nell' ex convento di Nostra Signora dell'Orto                                                                                       |         |             | |
|                                                                                              | 1845                    | Loano                                   | Convento di Monte Carmelo |         |             | |
|                                                                                              | 1845                    | Lusignano                               | Originariamente nella chiesa dei padri scolopi di Oneglia, dal 1857 nella chiesa di Santa Margherita d'Antiochia                                                 |         |             | |
| 351                                                                                          | 1846                    | Asciano Pisano (PI)                     | Pieve di San Giovanni Battista | I/P     | 20          | |
|                                                                                              | 1846                    | Dolceacqua (IM)                         | Chiesa di Sant'Antonio Abate |         |             | |
|                                                                                              | 1846                    | Tellaro (SP)                            | Chiesa di San Giorgio |         |             | |
| 367 (PDF).                                                                                   | 1848                    | Cerageto (LU)                           | Chiesa di San Martino |         |             | |
| 3??                                                                                          | 1849                    | Fucecchio (FI)                          | Collegiata di San Giovanni Battista |         |             | |
| 372 (PDF).                                                                                   | 1849                    | Castiglione Garfagnana (LU)             | Chiesa di San Michele |         |             | |
|                                                                                              | 1849                    | Portovenere (SP)                        | Chiesa di San Lorenzo |         |             | Non più esistente, sostituisce un organo precedente, ceduto nel 1849 alla parrocchiale di Biassa (SP).                |
| 363                                                                                          | 1850                    | Pisa                                    | Chiesa di Sant'Anna | I/P     | 25          | |
|                                                                                              | 1850                    | S. Biagio della Cima (IM)               | Oratorio di Nostra Signora Assunta |         |             | |
|                                                                                              | 1850                    | Castelvecchio Santa Maria Maggiore (IM) | Chiesa di Santa Maria Maggiore |         |             | |
|                                                                                              | 1850                    | Ventimiglia(IM)                         | Oratorio della Ss. Trinità |         |             | |
| 381.                                                                                         | 1850                    | Loano (SV)                              | Oratorio di Nostra Signora del Rosario |         |             | |
|                                                                                              | 1850                    | San Giovanni (SV)                       | Chiesa di San Giovanni Battista |         |             | |
|                                                                                              | 1850                    | Vallebona (IM)                          | Chiesa di San Lorenzo |         |             | |
| 385                                                                                          | 1850                    | Pisa                                    | Chiesa di Santa Apollonia | I/P     | 10          | |
|                                                                                              | 1851                    | Albisola Superiore (SV)                 | Oratorio di Santa Maria Maggiore |         |             | Distrutto |
|                                                                                              | 1851                    | Torri (IM)                              | Originariamente nel coro della cattedrale di Ventimiglia, dal 1876 nella chiesa di Nostra Signora addolorata e San Luigi                                         |         |             | |
| 399 (archiviato dall'url originale l'8 agosto 2020).                                         | 1851                    | Riomaggiore (SP)                        | Chiesa di San Giovanni Battista |         |             | |
| 40?                                                                                          | 1851                    | Oratoio (PI)                            | Chiesa di San Michele Arcangelo |         |             | |
|                                                                                              | 1852                    | Vallebona (IM)                          | Oratorio della natività di Maria |         |             | |
| 410 (PDF). URL consultato il 6 luglio 2018 (archiviato dall'url originale il 6 luglio 2018). | 1852                    | San Lorenzo a Cerreto (PT)              | Chiesa di San Lorenzo a Cerreto |         |             | |
| 412                                                                                          | 1852                    | Genova                                  | Chiesa di Sant'Anna |         |             | |
|                                                                                              | 1852                    | Pugliola (SP)                           | Chiesa di Santa Lucia |         |             | |
| 414                                                                                          | 1853                    | Buti (PI)                               | Pieve di San Giovanni Battista | I/P     | 32          | |
| 416                                                                                          | 1853                    | Lorenzana (PI)                          | Chiesa dei Santi Bartolomeo e Cristoforo | I/P     | 14          | |
| 417                                                                                          | 1853                    | La Romola (FI)                          | Chiesa di Santa Maria |         |             | |
| 419                                                                                          | 1853                    | Buriano (PT)                            | Chiesa di San Michele Arcangelo |         |             | |
|                                                                                              | 1853                    | Savona                                  | Oratorio dei Santi Giovanni Battista, Giovanni Evangelista e Petronilla                                                                                          |         |             | |
|                                                                                              | 1854                    | Vallecrosia alta (IM)                   | Chiesa di Sant'Antonio Abate |         |             | |
|                                                                                              | 1854                    | Cantalupo (IM)                          | Chiesa dei Santi Simone e Giuda |         |             | |
|                                                                                              | 1854                    | Roviasca (SV)                           | Chiesa dei Santi Sebastiano e Rocco |         |             | |
|                                                                                              | 1854                    | Ceriana (IM)                            | Chiesa nuova dei Santi Pietro e Paolo |         |             | Il secondo corpo d'organo fu aggiunto da Lorenzo Paoli nel 1892.                                                      |
|                                                                                              | 1855                    | Arzeno d'Oneglia (IM)                   | Chiesa ex parrocchiale di San Benedetto |         |             | |
|                                                                                              | 1855                    | Colle San Bartolomeo (IM)               | Chiesa di San Bartolomeo |         |             | |
| 436.                                                                                         | 1855                    | Millesimo (SV)                          | Originariamente nel santuario della Misericordia, dal 1927 nel santuario di Nostra Signora del Deserto                                                           |         |             | |
|                                                                                              | 1856                    | Molini di Triora (IM)                   | Chiesa di San Lorenzo |         |             | |
|                                                                                              | 1856                    | Ceriana (IM)                            | Oratorio della Visitazione |         |             | |
|                                                                                              | 1857                    | Savona                                  | Chiesa di San Pietro |         |             | |
|                                                                                              | 1857                    | Cenova (IM)                             | Chiesa di Nostra Signora Assunta |         |             | |
| 448                                                                                          | 1857                    | Ligorzano (MO)                          | Chiesa parrocchiale dei Santi Ippolito e Cassiano. |         |             | |
| 451                                                                                          | 1858                    | Orentano (PI)                           | Chiesa di San Lorenzo | I/P     | 20          | |
| 453                                                                                          | 1858                    | Montalcino (SI)                         | Concattedrale del Santissimo Salvatore |         |             | |
| 457                                                                                          | 1858                    | Pisa                                    | Chiesa di Santa Eufrasia | I/P     | 14          | |
| 459. URL consultato il 6 luglio 2018 (archiviato dall'url originale il 6 luglio 2018).       | 1858                    | Montalcino (SI)                         | Chiesa di San Lorenzo in San Pietro |         |             | |
|                                                                                              | 1859                    | Feglino (SV)                            | Chiesa di San Lorenzo |         |             | |
| 465                                                                                          | 1859                    | Pisa                                    | Chiesa di San Marco alle Cappelle | I/P     | 26          | |
|                                                                                              | 1861                    | Ceriana (IM)                            | Oratorio di Santa Marta |         |             | |
|                                                                                              | 1862                    | Bajardo (IM)                            | Oratorio della Trasfigurazione |         |             | |
|                                                                                              | 1861                    | Chiusavecchia (IM)                      | Santuario della Madonna dell'Oliveto |         |             | |
|                                                                                              | 1862                    | Imperia                                 | Chiesa "Stella maris" |         |             | |
| 488                                                                                          | 1862                    | Soiana (PI)                             | Chiesa di Sant'Andrea | I/P     | 18          | |
|                                                                                              | 1862                    | Savona                                  | Cappella della casa madre delle figlie di Nostra Signora della Misericordia                                                                                      |         |             | |
| ???                                                                                          | 1863                    | Capannoli (PI)                          | Chiesa di San Bartolomeo |         |             | |
| 492                                                                                          | 1863                    | Terricciola (PI)                        | Santuario dell'Immacolata Concezione | I/P     | 11          | |
|                                                                                              | 1863                    | Savona                                  | Oratorio di Nostra Signora di Castello |         |             | |
|                                                                                              | 1864                    | Deiva Marina (IM)                       | Chiesa di Sant'Antonio Abate |         |             | |
|                                                                                              | 1864                    | Stellanello San Vincenzo (SV)           | Chiesa dei Santi Vincenzo e Anastasio Martiri |         |             | |
| 504                                                                                          | 1864                    | Castelmaggiore (PI)                     | Chiesa di San Michele Arcangelo | I/P     | 30          | |
|                                                                                              | 1865                    | Le Grazie (SP)                          | Santuario della Madonna delle Grazie |         |             | |
|                                                                                              | 1865                    | Carrodano Superiore (SP)                | Chiesa di San Bartolomeo |         |             | |
|                                                                                              | 1865                    | Verezzo San Donato (IM)                 | Chiesa di San Donato |         |             | |
|                                                                                              | 1865                    | Sanremo (IM)                            | Chiesa di San Giuseppe |         |             | |
| 513                                                                                          | 1866                    | Gragnana (MS)                           | Chiesa di San Michele |         |             | |
|                                                                                              | 1866                    | Antessio (SP)                           | Chiesa di San Lorenzo |         |             | |
|                                                                                              | 1866                    | Costarainera (IM)                       | Chiesa di Sant'Antonio Abate |         |             | |
| 518. URL consultato l'8 aprile 2019 (archiviato dall'url originale il 25 novembre 2018).     | 1866                    | Alpicella (SV)                          | Chiesa di Sant'Antonio Abate |         |             | |
|                                                                                              | 1866                    | Ellera (SV)                             | Chiesa di San Bartolomeo |         |             | |
| 520                                                                                          | 1866                    | Piazza di Brancoli (LU)                 | Chiesa di Santa Maria Assunta |         |             | Agati Nicomede e Fratelli                                                                                             |
| 521                                                                                          | 1867                    | Gragnano (LU)                           | Chiesa di Santa Maria Assunta |         |             | |
|                                                                                              | 1868                    | Savona                                  | Oratorio dei Santi Pietro e Caterina |         |             | |
| 531.                                                                                         | 1869                    | Sillano (PI)                            | Santuario Madonna della Casa |         |             | |
|                                                                                              | 1869                    | Loano (SV)                              | Complesso conventuale di Sant'Agostino (Padri Eremitani) |         |             | Sostituito da un organo Parodi e Marin del 1960.                                                                      |
|                                                                                              | 1869                    | Rezzo (IM)                              | Originariamente nel santuario di Finalpia, dal 1910 nella chiesa di San Martino                                                                                  |         |             | Probabilmente realizzato su un antico organo di scuola ligure del sec. XVIII.                                         |
| 536                                                                                          | 1869                    | Lugnano (PI)                            | Chiesa dei Santi Quirico e Giulitta | I/P     | 13          | Nel 1978 "La Frescobalda" installò la consolle elettrica a distanza.                                                  |
| 5??                                                                                          | 1870                    | Santo Stefano a Macerata (PI)           | Chiesa di Santo Stefano | I/P     | 15          | |
|                                                                                              | 1870                    | Calice ligure (SV)                      | Chiesa di San Nicolò |         |             | |
|                                                                                              | 1870                    | Cadibona (SV)                           | Chiesa di Sant'Anna |         |             | |
|                                                                                              | 1870                    | Vene (SV)                               | Chiesa di San Lorenzo |         |             | |
| 543                                                                                          | 1870                    | San Martino a Ulmiano (PI)              | Chiesa di San Martino | I/P     | 10          | |
|                                                                                              | 1871                    | Riva Ligure (IM)                        | Chiesa di San Maurizio |         |             | |
|                                                                                              | 1872                    | Varazze (SV)                            | Chiesa di San Donato |         |             | Distrutto. Ne sopravvive soltanto la tastiera con la targhetta originale del costruttore (Genova, collezione privata) |
| 536                                                                                          | 1873                    | Firenze                                 | Oratorio di Santa Maria delle Grazie |         |             | |
| 553                                                                                          | 1873                    | San Sisto al Pino (PI)                  | Chiesa di San Sisto al Pino |         |             | |
| 555                                                                                          | 1873                    | Avane (PI)                              | Chiesa di Santa Cristina | I/P     | 14          | |
| 559                                                                                          | 1875                    | Cucigliana (PI)                         | Chiesa di Sant'Andrea Apostolo | I/P     | 17          | |
| di Sant'Andrea Apostolo (Cucigliana).                                                        | 1875                    | Santa Lucia di Tallano (Corsica)        | Chiesa di Santa Lucia |         |             | |
| 560 (fittizia).                                                                              | 1875                    | Sartene (Corsica)                       | Convento dei Santi Cosimo e Damiano |         |             | |
| 561                                                                                          | 1875                    | Capannoli (PI)                          | Chiesa della Santissima Annunziata | I/P     | 15          | |
|                                                                                              | 1877                    | Olivastri (IM)                          | Chiesa della presentazione di Maria |         |             | |
|                                                                                              | 1877                    | Vezzi San Giorgio (SV)                  | Chiesa di San Giorgio |         |             | |
|                                                                                              | 1877                    | Calvisio (SV)                           | Nuova chiesa parrocchiale di San Cipriano |         |             | |
| 571. URL consultato l'8 aprile 2019 (archiviato dall'url originale il 25 novembre 2018).     | 1878                    | Villa Viani (IM)                        | Chiesa di nostra Signora Assunta |         |             | |
|                                                                                              | 1879                    | Levanto (SP)                            | Oratorio di San Rocco |         |             | |
| 579                                                                                          | 1881                    | San Giorgio a Bibbiano (PI)             | Chiesa di San Giorgio a Bibbiano | I/P     | 18          | |
|                                                                                              | 1882                    | Finalmarina (SV)                        | Oratorio di Santa Maria Maddalena de' Pazzi (dei Neri) |         |             | |
|                                                                                              | 188[2?]                 | Toirano (SV)                            | Chiesa di San Martino |         |             | Modificato nel 1963 da Parodi e Marin                                                                                 |

## Opere Agati-Tronci
| Opus                                               | Anno     | Località                       | Edificio                                        | Manuali | N° registri | Note                                                                           |
| -------------------------------------------------- | -------- | ------------------------------ | ----------------------------------------------- | ------- | ----------- | ------------------------------------------------------------------------------ |
| 1072                                               | 1883     | Roncolla                       | Chiesa di San Martino                           | I/P     | 11          |                                                                                |
| ????                                               | 1884     | Montemoro                      | Chiesa di San Giacomo Apostolo                  |         |             |                                                                                |
| 1084                                               | 1885     | Ripafratta                     | Chiesa di San Bartolomeo Apostolo               | I/P     | 15          |                                                                                |
| ????                                               | 1885     | Santonuovo                     | Chiesa di San Germano a Santonovo               | I/P     |             |                                                                                |
| 1066.                                              | 1885     | Rogliano (Corsica)             | Chiesa del Sant'Agnellu                         | I/P     | 29          |                                                                                |
| 1091.                                              | 1887     | Bastia (Corsica)               | Cattedrale di San Giovanni Battista             | III/P   | 34          |                                                                                |
| 1102                                               | 1887     | Santa Luce                     | Pieve di Santa Maria Assunta e di Sant'Angelo   | I/P     | 13          |                                                                                |
| 1103.                                              | 1888     | Aregno (Corsica)               | Chiesa di Sant'Antonio                          | I/P     |             |                                                                                |
| 1104.                                              | 1887     | Cagliari                       | Chiesa di Sant'Antonio Abate                    |         |             | [ 25 ]                                                                         |
|                                                    | 1888     | Santomato                      | Prioria S.Maria Assunta                         |         |             | [ 3 ]                                                                          |
| 1107                                               | 1888     | Orciano Pisano                 | Chiesa di San Michele                           | I/P     | 15          |                                                                                |
|                                                    | 1888     | Santomato                      | Priora di Santa Maria Assunta                   |         |             | [ 3 ]                                                                          |
| 1111.                                              | 1888     | Oletta (Corsica)               | Chiesa di Sant'Andrea                           |         |             |                                                                                |
| 1115/6. (il 5 è sormontato da un 6 sull'etichetta) | 1889     | Vico (Corsica)                 | Chiesa della Madonna Assunta                    |         |             |                                                                                |
|                                                    | 1889     | Fabiano Alto                   | Chiesa di S. Andrea                             |         |             |                                                                                |
| 11??                                               | 1889     | Pomarance                      | Pieve di San Giovanni Battista                  | I/P     | 14          | Costruito in sostituzione di un Filippo Tronci a due manuali del 1832.         |
| 1124.                                              | 1890     | Corbara (Corsica)              | Chiesa della Madonna dell'Annunciazione         |         |             |                                                                                |
| 11??                                               | 1891     | Pistoia                        | Chiesa del monastero della Visitazione          |         |             |                                                                                |
|                                                    | 1892 ca, | Voze                           | Chiesa di SS. Pietro e Paolo                    |         |             |                                                                                |
| 1140                                               | 1892     | Uliveto Terme                  | Chiesa del Ss. Salvatore                        | I/P     | 14          |                                                                                |
| 1149                                               | 1893     | Borgo a Mozzano                | Chiesa di San Francesco                         | I/P     | 14          |                                                                                |
|                                                    | 1893     | Arcola                         | Chiesa di San Nicolò                            |         |             |                                                                                |
| 115?                                               | 1894     | Crespina                       | Chiesa di San Michele                           | I/P     | 15          |                                                                                |
|                                                    | 1894     | Castelbianco                   | Chiesa di Nostra Signora Assunta                |         |             |                                                                                |
| 1155.                                              | 1894     | Casanova                       | Chiesa Parrocchiale della Natività di Maria     |         |             |                                                                                |
| 1156                                               | 1894     | Siena                          | Cattedrale metropolitana di Santa Maria Assunta |         |             |                                                                                |
| 1160                                               | 1894     | Massarella di Fucecchio        | Pieve di Santa Maria                            |         |             |                                                                                |
| 1161                                               | 1894     | Casciana Terme                 | Chiesa di Santa Maria Assuna                    | I/P     | 16          | Michelotto installò una consolle elettrica a distanza.                         |
| 1164                                               | 1895     | Capezzano Pianore              | Chiesa Nostra Signora del Sacro Cuore di Gesù   | II/P    |             |                                                                                |
| 1165                                               | 1895     | Lucca                          | Chiesa di Sant'Anna                             | I/P     | 7           |                                                                                |
| 1171.                                              | 1896     | Verdese (Corsica)              | Chiesa di San Sebastiano                        |         |             |                                                                                |
| 1172.                                              | 1896     | Santa Maria di Lota (Corsica)  | Chiesa di Sant'Antonio a Figarella              |         |             |                                                                                |
| 1???                                               | 1897     | San Cassiano di Controne       | Pieve di San Cassiano di Controni               |         |             |                                                                                |
| 1???                                               | 1897     | San Gemignano di Controne      | Chiesa di San Gemignano                         |         |             |                                                                                |
|                                                    | 1897     | Baccano                        | Pieve dei Santi Stefano e Margherita            |         |             |                                                                                |
| 1189                                               | 1898     | Balconevisi                    | Chiesa di San Pietro                            | I/P     | 14          |                                                                                |
| 1190                                               | 1898     | Titignano                      | Chiesa di Sant'Ilario                           | I/P     | 12          |                                                                                |
| ????                                               | 1898     | Firenze                        | Cattedrale di Santa Maria del Fiore             |         |             |                                                                                |
|                                                    | 1898     | Casalguidi                     | Prepositura di San Pietro                       |         |             | [ 3 ]                                                                          |
| ????                                               | 1899     | Santo Pietro Belvedere         | Chiesa di San Pietro                            | II/P    | 19          |                                                                                |
|                                                    | 1899     | Montenero (Riomaggiore)        | Santuario di Nostra Signora di Montenero        |         |             |                                                                                |
| ????                                               | 1899     | Carraia                        | Chiesa dei Santi Donato e Biagio                |         |             |                                                                                |
|                                                    | 1899     | Corsanico                      | Chiesa di San Michele                           |         |             |                                                                                |
| 1203                                               | 1900     | ?                              | ?                                               |         |             | https://catalogo.beniculturali.it/detail/HistoricOrArtisticProperty/0900022465 |
| 1206                                               | 1900     | San Miniato Basso              | Chiesa dei Santi Martino e Stefano              | I/P     | 14          |                                                                                |
| ????                                               | 1900     | Piedicorte di Gaggio (Corsica) | Chiesa della Madonna Assunta                    |         |             |                                                                                |
| ????                                               | 1901     | Porciano                       | Chiesa di San Giorgio                           |         |             |                                                                                |
| ????                                               | 1903     | Livorno                        | Tempio della Congregazione olandese alemanna    |         |             |                                                                                |
| ????                                               | 1906     | Cagliari                       | Chiesa di Sant'Anna                             |         |             |                                                                                |
| ????                                               | 1907     | San Gimignano                  | Collegiata di Santa Maria Assunta               |         |             | Modifica d'uno strumento anteriore                                             |
|                                                    | 1907     | Sorbano del Vescovo            | Chiesa Parrocchiale di San Lorenzo martire      |         |             |                                                                                |
| ????                                               | 1909     | Firenze                        | Battistero di San Giovanni                      |         |             |                                                                                |
| ????                                               | 1910     | Pisa                           | Chiesa di San Frediano                          |         |             |                                                                                |
| ????                                               | 1911     | Piombino                       | Duomo di Piombino                               |         |             |                                                                                |